# Neferkaure
Neferkaure, auch Nefer-kau-Re, war ein altägyptischer König (Pharao) der 8. Dynastie (Erste Zwischenzeit).
Der Name des Königs wird so in der Königsliste im Tempel Sethos I. in Abydos (Nr. 54) genannt, wobei es sich um den Thronnamen handelt.
Die Zuordnung und Identität von Neferkaure wird in der Ägyptologie unterschiedlich betrachtet: Jürgen von Beckerath zufolge ist es möglich, dass dieser König mit Neferkauhor Chuiuihapi identisch ist, während ihn William C. Hayes und Farouk Gomaà mit Wadjkare gleichsetzen.

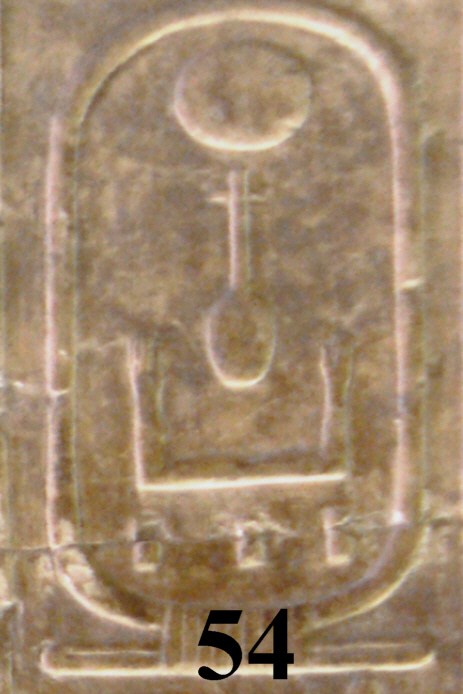
Königsliste von Abydos, Kartusche Nr. 54